# Interleukin 23

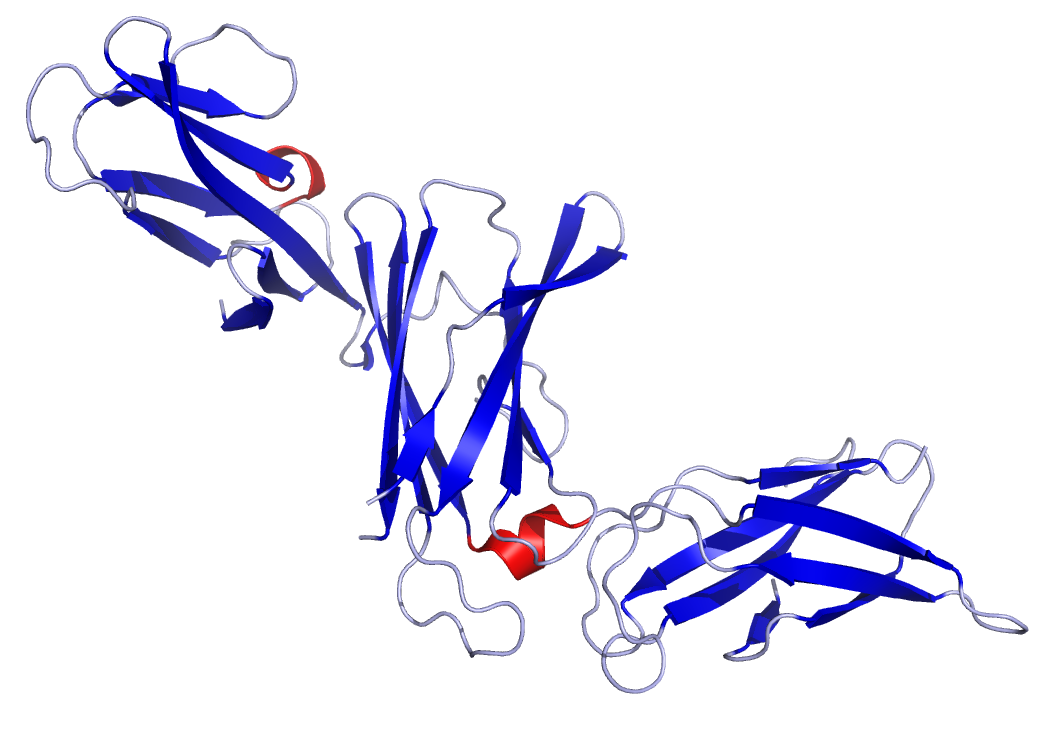
molekulová struktura

Interleukin-23 (IL-23) je heterodimerní cytokin, jenž se skládá z podjednotek IL-12B (IL-12p40), kterou sdílí s IL-12 a IL-23A (IL-23p19). Byl identifikován i funkční receptor pro IL-23 (receptor IL-23). Tento receptor je složen z podjednotek IL-12Rβ1 a IL-23R.

## Objev
IL-23 poprvé popsal Robert Kastelein a jeho kolegové ve výzkumném ústavu DNAX za použití kombinace výpočetních, biochemických a buněčných imunologických přístupů.

## Funkce
Před objevem IL-23 se mělo za to, že IL-12 představuje klíčový mediátor zánětu v myších modelech. Mnohé studie zaměřené na posouzení této zánětlivé úlohy IL-12 však blokovaly aktivitu receptorové podjednotky IL-12p40 a odpovědi nebyly takové, jak se předpokládalo. Studie, které blokovaly funkci druhé receptorové podjednotky IL-12, tedy podjednotky IL-12p35, nevytvářely stejné výsledky jako ty, které cílily na IL-12p40, jak by se očekávalo, kdyby obě podjednotky tvořily pouze IL-12.
Objev dalšího potenciálního vazebného partnera pro IL-12p40 vedl k přehodnocení této role IL-12. Klíčové studie experimentální autoimunitní encefalomyelitidy, myšího modelu roztroušené sklerózy, ukázaly, že za pozorovaný zánět byl zodpovědný IL-23 a nikoli IL-12, jak se předpokládalo dříve. Následně bylo prokázáno, že IL-23 usnadňuje rozvoj zánětu v mnoha dalších modelech imunitních patologií, kde se za to dříve dávala vina IL-12. Jde například o model artritidy, střevního zánětu, a psoriázy. Monoklonální protilátka namířená proti tomuto cytokinu, ustekinumab, se klinicky používá k léčbě určitých autoimunitních onemocnění.